# 캠프 호비
캠프 호비(Camp Hovey)는 대한민국 경기도 동두천시에 위치한 주한 미군 육군의 제1지역 군영이다. 캠프 케이시와 육로로 연결되어 있다.
2019년 12월에 다른 제1지역 시설과 마찬가지로 각 지역의 시청에 토지가 반환될 예정이였으나 무기한 연기되었다. 현재는 순환여단의 본부로 기능하는 중이다.

## 명칭의 유래
캠프 케이시/USAG 케이시 엔클레이브의 일부분인 캠프 호비는 제7보병 사단, 17보병연대, A 중대원으로서 1953년 7월 6일 폭찹 힐 전투에 참전했다가 전사한 하워드 C. 호비(Howard C. Hovey) 상사를 기려 그의 이름을 따서 지었다.

## 주둔
- 제7기병연대 4대대
- 제15야전포병연대 1대대
- 여단 특수병력대대 (BSTB)

2021년 현재
- 제1야전포병연대 1대대
- 제2여단공병대대

## 같이 보기
- 주한 미군의 시설 목록
- 캠프 레드 클라우드
- 캠프 케이시
  - 캠프 캐슬

## 참고
1. ↑  “2사단 안내”. 2014년 10월 23일에 원본 문서에서 보존된 문서. 2014년 10월 23일에 확인함.

- “Camp Hovey” (영어). globalsecurity.org. 2015년 2월 4일에 확인함.